# Neoralfsiaceae
Famille
Les Neoralfsiaceae sont une famille d’algues brunes de l’ordre des Ralfsiales. 
Ce taxon a été créée en 2007 par un groupe de phycologues malais, pour prendre en compte les particularités de certaines espèces de Ralfsia pour lesquels ils proposèrent un nouveau nom de genre, Neoralfsia et une nouvelle famille.

## Étymologie
Le nom vient du genre type Neoralfsia, construit à partir préfixe "neo-", nouveau, et de ralfsia signifiant que le nouveau genre a été créé sur la base du genre Ralfsia Farl., 1881, lequel avait été donné en hommage au botaniste britannique John Ralfs (en).

## Liste des genres
Selon AlgaeBase (25 août 2017) et World Register of Marine Species (25 août 2017) :
- Neoralfsia P.-E.Lim & H.Kawai, 2007